# Liste des drapeaux de Suisse A
Pour les communes suisses commençant par A. Pour plus d'informations sur les conceptions, s'il vous plaît lire l'article d'une commune.

## Liste des drapeaux
| Blason | Nom du commune et blasonnement | Drapeau |
| ------ | --- | ------- |
|        | Sous la tête de rouge blanc, aigle noir armé et langé rouge. |         |
|        | Aarburg (Canton d'Argovie) Château noir à deux tours en or, recouvert d'une croix d'or en bas à droite, sur la tour inférieure gauche de l'aigle noir. |         |
|        | Aarwangen (Canton de Berne) Fendu de noir et d'argent avec une barre noire. |         |
|        | Abtwil (Canton d'Argovie) En bleu, la crosse jaune d'un bâton d'abbé avec un velum blanc ondulant (toile de sueur) sur un pendentif jaune et avec des glands jaunes. |         |
|        | Aclens (Canton de Vaud) D'azur à la ruche d'or, à la bordure composée de gueules et d'argent. |         |
|        | Acquarossa (Canton du Tessin) Un soleil à neuf rayons (représente la Valle del Sole avec les neuf municipalités agrégées) et la rivière aux eaux rouges. Le fond vert représente l'environnement. |         |
|        | Adelboden (Canton de Berne) |         |
|        | Adligenswil (Canton de Lucerne) |         |
|        | Adliswil (Canton de Zurich) Partagé par le bleu et l'or. Au-dessus d'un demi-aigle royal à la division, en dessous d'une demi-roue de moulin bleue. |         |
|        | Aedermannsdorf (Canton de Soleure) En blanc, un carré gauche oblique rouge. |         |
|        | Aesch (Canton de Bâle-Campagne) Un fer de lance noir sur fond argenté et une étoile rouge à six branches en haut à gauche. |         |
|        | Agiez (Canton de Vaud) Parti d’argent et de gueules à deux pics en sautoir de l’un à l’autre. |         |
|        | Aigle (Canton de Vaud) Coupé de sable et d'or à deux aigles de l'un en l'autre. |         |
|        | Aire-la-Ville (Canton de Genève) D'azur au pont supportant deux tours crénelées, le tout d'argent, surmonté d'une fleur de lys d'or. |         |
|        | Allaman (Canton de Vaud) De sinople à trois fasces ondées d’argent. |         |
|        | Allschwil (Canton de Bâle-Campagne) Sur fond bleu la clé d'or croisée avec l'épée d'argent symbolise les deux saints Pierre et Paul, patrons de l'église du village. |         |
|        | Ammerswil (Canton d'Argovie) Cerf élaphe poussant en blanc sur un vert à trois montagnes. |         |
|        | Anières (Canton de Genève) Pallé d’argent et de gueule de huit pièces à la bordure composée de sable et d’or. |         |
|        | Anniviers (Canton du Valais) Parti de gueules et d'argent à deux bouquetins affrontés de l'un dans l'autre |         |
|        | Anwil (Canton de Bâle-Campagne) Une bande horizontale dorée et en dessous une moitié noire à gauche et une moitié argentée à droite. |         |
|        | Arboldswil (Canton de Bâle-Campagne) Un mur crénelé d'argent sur fond bleu, s'élevant sur un trois-montagnes verdoyant. Le soleil doré brille au-dessus. |         |
|        | Ardon (Canton de Valais) De gueules à deux clefs croisées en sautoir, celle en bande d'or, celle en barre d'argent. |         |
|        | Aristau (Canton d'Argovie) Tour blanche à trois pinacles, bordée de rouge sur une colline verte, flanquée de deux étoiles blanches à six branches. |         |
|        | Arnex-sur-Nyon (Canton de Vaud) Coupé au I d'argent semé de billettes de sable, au lion naissant du même, lampassé de gueules ; au 2 fascé d'azur et d'argent de quatre pièces, les fasces d'azur chargées chacune d'une étoile d'or. |         |
|        | Arnex-sur-Orbe (Canton de Vaud) D’argent à la croix de sable, à l’épée et à la clef de gueules brochant en sautoir. |         |
|        | Arni (Canton d'Argovie) Partagé par le jaune avec un lion rouge marchant et par le bleu avec une double clé blanche. |         |
|        | Arzier-Le Muids (Canton de Vaud) Parti de gueules et d’azur à la foi d’argent parée d’or, mouvant de deux nuées d’argent et tenant une tige de rosier feuillée de sinople, fleurie de deux roses d’argent, le tout brochant. |         |
|        | Aubonne (Canton de Vaud) Parti de gueules et d’or. |         |
|        | Auenstein (Canton d'Argovie) Split du rouge avec deux roses blanches avec des tiges jaunes et des sépales verts placés sur des poteaux et du blanc. |         |
|        | Auw (Canton d'Argovie) Tilleul vert arraché en blanc avec cinq feuilles. |         |
|        | Avenches (Canton de Vaud) De gueules au buste de Maure de sable, vêtu d'azur, tortillé d'argent. |         |
|        | Avully (Canton de Genève) D'or à quatre points équipollés d'azur, au chef du même, chargée d'une fasce crénelée d'or. |         |
|        | Avusy (Canton de Genève) D’or à la bande échiquetée de deux tires d’argent et de gueules. Il y a quatorze carrés: 7 blancs et 7 rouges. Elles ont été adoptées en 1924. Elles ont été reprises des armes de la famille de la Grave, seigneurs des lieux. On leur fit toutefois subir une légère modification, d’où leur présentation actuelle. |         |
|        | Ayent (Canton de Valais) D'azur au lion d'or, armé et lampassé de gueules, tenant une épée d'argent garnie d'or. Les armoiries et drapeau d'Ayent sont directement inspirées de celles de la famille noble d'Ayent. |         |

## Liste des anciens drapeaux
| Blason | Nom du ancien commune et blasonnement                                                                                          | Drapeau |
| ------ | --- | ------- |
|        | Aawangen (Canton de Thurgovie)                                                                                                 |         |
|        | Aeschlen bei Oberdiessbach (Canton de Berne)                                                                                   |         |
|        | Albligen (Canton de Berne) |         |
|        | Alliswil (Canton d'Argovie) ???                                                                                                |         |
|        | Almens (Canton des Grisons) En or (jaune), un pommier vert enraciné avec trois fruits rouges (d'après un sceau de la commune). |         |
|        | Altenburg bei Brugg (Canton d'Argovie) ???                                                                                     |         |
|        | Anglikon (Canton d'Argovie) D'argent à une ètoile à six rais d'azur, enclose dans un hexalphe de gueules.                      |         |
|        | Apples (Canton de Vaud) Parti d’argent et de gueules à la bande d’or brochante, chargée de trois tourteaux du second.          |         |
|        | Arni-Islisberg (Canton d'Argovie) ???                                                                                          |         |
|        | Autafond (Canton de Fribourg)                                                                                                  |         |
|        | Autavaux (Canton de Fribourg)                                                                                                  |         |